# Shai Wosner
Shai Wosner (in ebraico שי ווזנר‎?; Israele, 1976) è un pianista israeliano, che ora vive negli Stati Uniti d'America.

## Biografia
Ha studiato pianoforte con Emanuel Krasovsky a Tel Aviv. Fin da piccolo ha anche studiato composizione, così come teoria musicale e improvvisazione con Andre Hajdu. All'età di 21 anni si trasferisce a New York, per studiare con Emanuel Ax alla Juilliard School.
Da allora si è esibito con molte importanti orchestre negli Stati Uniti, tra cui la Chicago Symphony Orchestra, l'Orchestra di Filadelfia, l'Orchestra di Cleveland, le orchestre Los Angeles Philharmonic Orchestra, San Francisco, Houston, Indianapolis, le orchestre da camera St. Paul, Philadelphia e Orfeo e molte altre. È anche apparso con varie orchestre più importanti in Europa, tra cui la Staatskapelle Berlin, la Göteborg Symphony e la Wiener Philharmoniker.
Nel 2007 è stato nominato BBC Radio 3 New Generation Artist e ha registrato ampiamente per la BBC Radio 3 Network ed è apparso con la BBC Symphony Orchestra, BBC Philharmonic, Orchestra Sinfonica Scozzese della BBC e BBC National Orchestra del Galles.
A parte le apparizioni come solista, è stato ampiamente acclamato per la sua collaborazione nella musica da camera, che costituisce una componente regolare della sua attività musicale. Ha suonato con musicisti come Jennifer Koh, Pinchas Zukerman, Christian Tetzlaff, Lynn Harrell, Christianne Stotijn, Cho-Liang Lin e molti altri. Egli è spesso apparso in duo di pianoforte con il suo amico, Orion Weiss.
Shai Wosner ha ricevuto numerosi premi, che comprendono la Avery Fisher Career Grant e il Trust Award Borletti-Buitoni. Come giovane studente, ha anche ricevuto borse di studio dalla Fondazione Culturale dell'America Israele.

## Premi e promozioni
- Borletti-Buitoni Trust (2005)
- Avery Fisher Career Grant (2005)
- BBC New Generation Artist (2007–2009)

## Discografia
- 2010: Schubert - Klaviersonaten d 840 & d 850/Sechs Deutsche Tänze
- 2011: Brahms, Schönberg  Suite for Piano/7 Fantasien